# Оже, Венсан
Венса́н Оже́ (фр. Vincent Ogé; ок. 1755, Дондон, Санто-Доминго — 25 февраля 1791, Кап-Аитьен) — гаитянский военный деятель, руководитель первого восстания мулатов против французских колонизаторов, ставшего предвестником Гаитянской революции.

## Биография
Происходил из богатой семьи, образование получил во Франции. Вернувшись в Санто-Доминго, занялся торговлей. Во время Великой французской революции поддержал её идеи и создал Общество американских колонитов (фр. Société des colons américains), близкое к парижскому Обществу друзей чернокожих. Выступал за предоставление права свободным мулатам и вольноотпущенникам избираться депутатами в Учредительное собрание.
В 1790 году возвратился в Санто-Доминго через Великобританию и США с оружием и боеприпасами и в октябре того же года потребовал законодательного закрепления равенства белых и мулатов, а когда белые ответили отказом, организовал мятеж, собрав в северных горах около 300 мулатов и ночью 28 октября разграбив несколько плантаций, принадлежавших белым. Его восстание, однако, было вскоре разгромлено французскими войсками, убившими более 200 повстанцев. Оже укрылся в восточной части острова Гаити, занятой испанцами, но был выдан ими французам и 21 февраля 1791 года был вместе со своим ближайшим помощником, чернокожим Жаном-Батистом Шаваном (фр. Jean-Baptiste Chavannes), колесован в Кап-Аитьене. После поражения восстания Оже свободные мулаты вступили в союз с чернокожими рабами против французских белых колонистов.
Венсан Оже был жестоко казнен через колесование. Еще несколько десятков его людей были строго наказаны в феврале 1791 года.